# Louis-Isidore Godart Roger
Louis-Isidore Godart Roger (1776-1860), connu aussi sous le nom de Godart-Roger ou d'Isidor Godart, est un négociant en vins et ancien maire d'Épernay.

## Biographie
Louis-Isidore Godart épousa Marie Jeanne Adélaïde Roger (1781-1844) le 29 août 1803. De cette union naquirent Louis-Isidore (1804-1878) et Melchior (1812-1874). 

### Carrière
Louis-Isidore Godart Roger achetait de nombreuses parcelles de terroirs et, par son mariage, il hérita des vignobles de la famille Roger. Il était également propriétaire de celliers et de caves à Épernay loués par Pol Roger. Grâce à ces acquisitions il put construire un empire viticole. Les Godart-Roger créèrent en 1832 une affaire de négoce de vins 'Godart et fils' dirigée par leur fils Melchior Godart. 
Plus qu'un propriétaire, Louis-Isidore Godart Roger « chevalier de l'ordre impérial de la Légion d'honneur » fut également président du tribunal de commerce, administrateur temporaire d’Épernay pendant l'invasion de 1814, maire-adjoint et membre du conseil d'arrondissement.

### Nominations au poste de maire
À la démission de Jean Rémy Moët-Romont, il devint maire de la ville en 1831 et un second mandat est prononcé par ordonnance royale en 1835. Sous son administration furent édifiés la caisse d’Épargne d’Épernay (1er janvier 1837) et le cimetière de la rue du faubourg d'Igny, la place Louis-Philippe fut construite (place de la République aujourd'hui). C'est aussi sous son mandat que le cadastre de la ville fut instauré afin d'égaliser l'assiette de l'impôt (1832) et que le Sparnacien Poterlet fut à la tête de la commission fondée pour étudier l'histoire des rues sparnaciennes. Les rues ont été renommées et numérotées. Le 7 juin 1831, il accueillit le roi Louis-Philippe qui traversa Épernay pour se rendre au camp de Lunéville.

### Fin de vie
Louis-Isidore Godart démissionna de son poste de maire en 1841, plusieurs raisons sont énoncées : une santé fragile et la contrariété de la destitution de son ami M. Dorchet au poste de sous-préfet d’Épernay. Il conserva néanmoins la place de conseiller municipal qu'il quitta aussi en 1854. Il vécut de ses rentes jusqu'au 29 décembre 1860 où il mourut à son domicile rue Saint-Laurent. 
Aujourd'hui un lycée d'enseignement professionnel et technique et une rue d’Épernay portent son nom.

## Œuvre personnelle
Il collectionna toute sa vie de nombreux "petits papiers" qui retracent l'histoire de la ville d’Épernay et des grands événements survenus en France. Ces papiers ont été reliés et complétés, probablement par son fils Bertrand-Godart (nom de Louis-Isidore après son mariage avec Marie Antoinette Bertrand de Macancourt), dans 68 volumes datés de 1789 à 1862. Ces manuscrits renferment des informations sur la ville : extraits de journaux, faire-part de mariages, avis de décès, règlements de la bibliothèque, cartes de visites, croquis de façades, programmes du théâtres, portraits, etc. 

## Sources
- Francis Leroy, Notice historique sur les rues, places,et squares d’Épernay, Épernay, [s.n], 1998, 257 p.
- John Turner et Cynthia Parzych, Pol Roger, Angleterre, Cynthia Parzych Publishing Inc, 2000, 172 p.
- Victor Fievet, Histoire de la ville Épernay : depuis sa fondation jusqu’à nos jours, Belgique, Éditions culture et civilisation, 1976, 1102 p.
- Manuscrits conservés par la médiathèque d'Epernay)
- Godart L. I. Recueil de pièces diverses, historiques, critiques, mémoires, autographes, année 1831. Manuscrit, sd, ex-libris Isidor Godart.
- Godart L. I. Recueil de pièces diverses, historiques, critiques, mémoires, autographes, année 1835. Manuscrit, sd, ex-libris Isidor Godart.
- Godart L. I. Recueil de pièces diverses, historiques, critiques, mémoires, autographes, année 1840. Manuscrit, sd, ex-libris Isidor Godart.
- Godart L. I. Recueil de pièces diverses, historiques, critiques, mémoires, autographes, année 1854. Manuscrit, sd, ex-libris Isidor Godart.